# LO-20

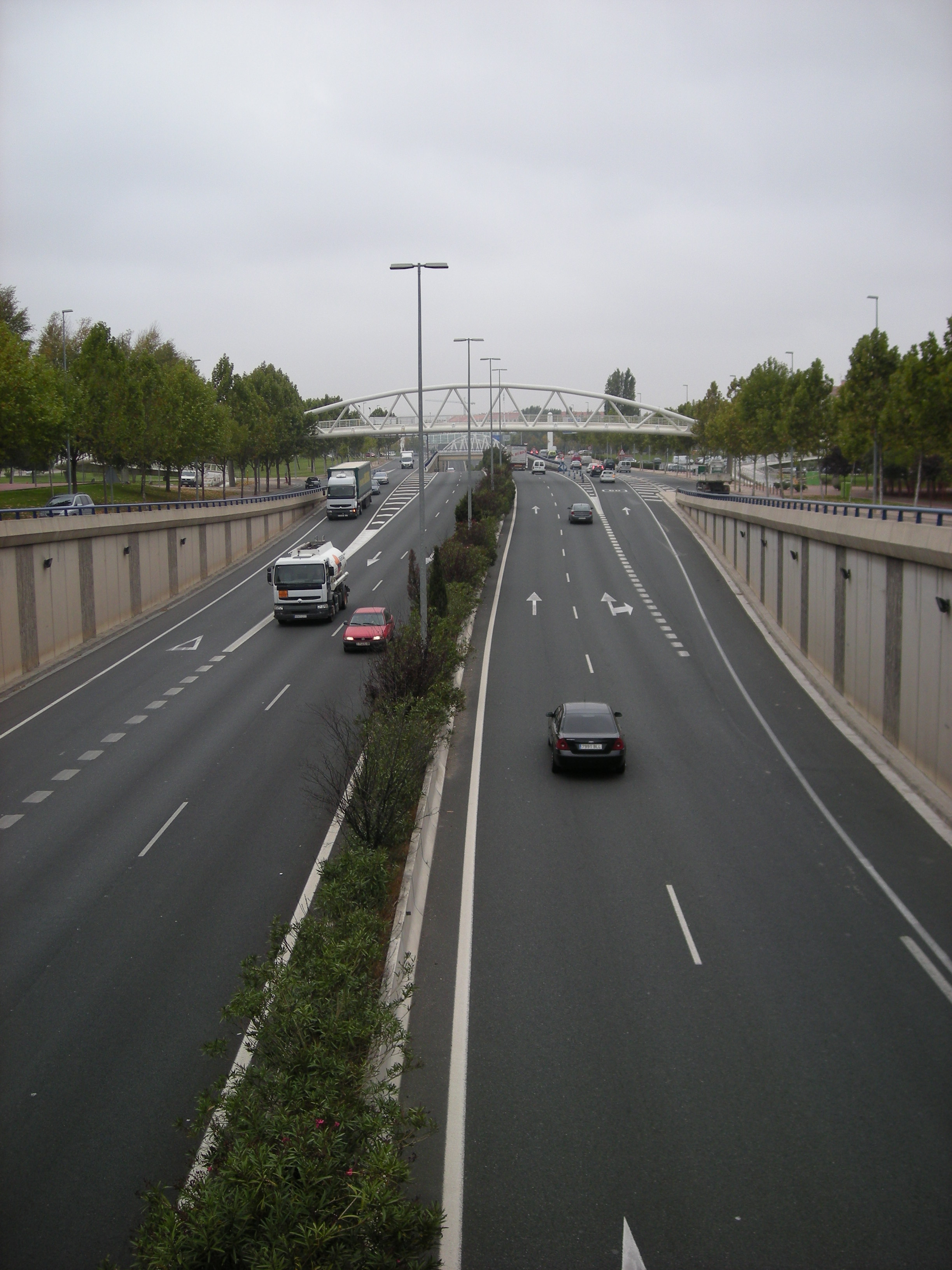
LO-20 à Logroño.

La LO-20 appelée aussi Circunvalación de Logroño est une voie rapide urbaine de la Province de La Rioja qui entoure Logroño par le sud en desservant les différents zones de la ville.
D'une longueur de 8 km environ, elle relie les 2 sections de l'A-12 allant de Pampelune à Burgos dans l'agglomération de Logroño.

## Tracé
- Elle débute à l'est en prlongeant la N-232 (future A-68). Alors qu'à court terme la l'A-12 va être prolonger jusqu'à la rocade sud.
- L'A-13 qui sert de rocade-est à la ville se déconnecte juste avant la traversé de la zone industrielle Portalada.
- Elle contourne le centre urbain par le sud en croisant les plus grandes avenues de la ville.
- Elle se termine et reprend son nom d'origine autoroute A-12 sur le prolongement de l'Avenue de Burgos à l'ouest de la ville.

## Sorties
| Numéro de la sortie | Nom de la sortie                                                                                        | Bifurcation |
| ------------------- | --- | ----------- |
|                     | Route Nationale N-232 Aéroport de Logroño - Tudela                                                      | N-232       |
| 01                  | Logroño Est - Logroño-Avenida de la Paz Zone Industrielle Portalada                                     | N-232       |
| 02                  | Zone Industrielle Portalada                                                                             |             |
| 03                  | Logroño Centre - Logroño-Avenida de Lobete Logroño Est - Logroño-Plaza del IX Centenario                | A-13        |
| 04                  | Logroño-Calle de Piqueras - San Pedro                                                                   |             |
| 05                  | Logroño Centre - Logroño-Avenida de Madrid Lardero - Soria                                              | N-111a      |
| 06                  | Logroño Centre Logroño-Avenida de la Sierra - Logroño-Avenida de la Republica Argentina                 |             |
| 07                  | Logroño Centre - Logroño-Avenida de Salustiano Olozaga Saragosse - Bilbao - Miranda de Ebro AP-68 Soria | N-111       |
| 08                  | Logroño-Calle de la Clava - Logroño-Calle del Portillejo Parque Rioja                                   |             |
| 09                  | Logroño-Calle San Miguel - Parque San Miguel                                                            |             |
| 10                  | Logroño Ouest - Logroño-Avenida de Burgos                                                               | LR-541      |
|                     | Autovia Du Chemin de Saint-Jacques-de-Compostelle Burgos Miranda de Ebro                                | A-12        |